# Langston (Oklahoma)
Langston – miasto w Stanach Zjednoczonych, w stanie Oklahoma, w hrabstwie Logan.